# Casa al carrer de l'Església, 4 (Ventalló)
La Casa al carrer de l'Església, 4 és un edifici de Ventalló (Alt Empordà) que forma part de l'Inventari del Patrimoni Arquitectònic de Catalunya. Està situat a la part nord-oest del terme, amb la façana principal orientada al carrer de l'Església.
És un edifici entre mitgeres de planta rectangular, format per dues crugies perpendiculars a la façana principal. Presenta la coberta de teula, probablement de dues vessants i està distribuït en planta baixa i dos pisos. Les obertures presents a la façana responen a tres tipologies diferents d'obertures. El portal d'accés i una de les finestres del primer pis són de tipologia renaixentista, amb la llinda plana sostinguda amb permòdols i carreus de pedra als muntants. La llinda del portal presenta un petit escut força malmès. Damunt de l'accés hi ha una finestra rectangular emmarcada amb carreus de pedra, amb l'ampit motllurat i guardapols superior. La següent inscripció figura a la llinda: "ANA CHOLOMERA ALLIAS SAVRINA ME FECIT". En canvi, a l'ampit hi ha la següent: "IHS MARIA 1585". Les obertures de la segona planta són d'arc rebaixat i estan bastides amb maons. La construcció és bastida amb pedra desbastada i còdols, lligat amb morter.
És una casa bastida en origen vers el segle xvi, com ho testimonia la data inscrita a un obertura amb l'any 1585.